# Tannheimer Tal
Tannheimer Tal är en dal i Österrike.   Den ligger i förbundslandet Tyrolen, i den västra delen av landet, 400 km väster om huvudstaden Wien.
I omgivningarna runt Tannheimer Tal växer i huvudsak blandskog. Runt Tannheimer Tal är det ganska glesbefolkat, med 26 invånare per kvadratkilometer.